# Johann Heinrich Neizsch
Johann Heinrich Neizsch, auch Neitzsch († nach 1780), war ein leitender kursächsischer Beamter. Er war Amtmann des sächsischen Altenberg im Erzgebirge.

## Leben und Wirken
Im Jahre 1780 ist er als Amtmann in Altenberg nachweisbar.